# Zeno Dragomir
Zeno Dragomir (ur. 27 czerwca 1923 w Caransebeș, zm. we wrześniu 1967) – rumuński lekkoatleta, skoczek o tyczce. Reprezentant kraju podczas igrzysk olimpijskich w Helsinkach (1952) – zajął 18. miejsce w skoku o tyczce z wynikiem 3,80 (w eliminacjach 4,00).
Dwukrotny zwycięzca nieoficjalnych mistrzostw Bałkanów (1946 i 1947).
Złoty medalista igrzysk młodzieży i studentów (1947).
Odpadł w eliminacjach na mistrzostwach Europy (1954).
Sześciokrotnie ustanawiał rekordy Rumunii na stadionie:
- 3,90 (13 października 1946, Tirana)
- 4,00 (8 września 1947, Bukareszt)
- 4,03 (14 października 1951, Bukareszt)
- 4,10 (24 maja 1952, Kluż)
- 4,10 (5 czerwca 1952, Lipsk)
- 4,20 (11 czerwca 1952, Kijów)

## Rekordy życiowe
- Skok o tyczce – 4,20 (1952)